# 199986 Chervone
199986 Chervone este un asteroid din centura principală de asteroizi.

## Descriere
199986 Chervone este un asteroid din centura principală de asteroizi. A fost descoperit pe 9 mai 2007 la observatorul astronomic din Andrușivka. Asteroidul prezintă o orbită caracterizată de o semiaxă mare de 2,73 ua, o excentricitate de 0,16 și o înclinație de 13,8° în raport cu ecliptica.